# Лос Панес (Порторико)
Лос Панес (шп. Los Panes) град је у америчкој острвској територији Порторико, острвској држави Кариба.

## Демографија
По попису из 2010. године број становника је 267.
| Група             | 2000.    | 2010.       |
| Белци             | 0 (0,0%) | 1 (0,4%)    |
| Афроамериканци    | 0 (0,0%) | 31 (11,6%)  |
| Азијати           | 0 (0,0%) | 0 (0,0%)    |
| Хиспаноамериканци | 0 (0,0%) | 266 (99,6%) |
| Укупно            | 0        | 267         |